# Potigny

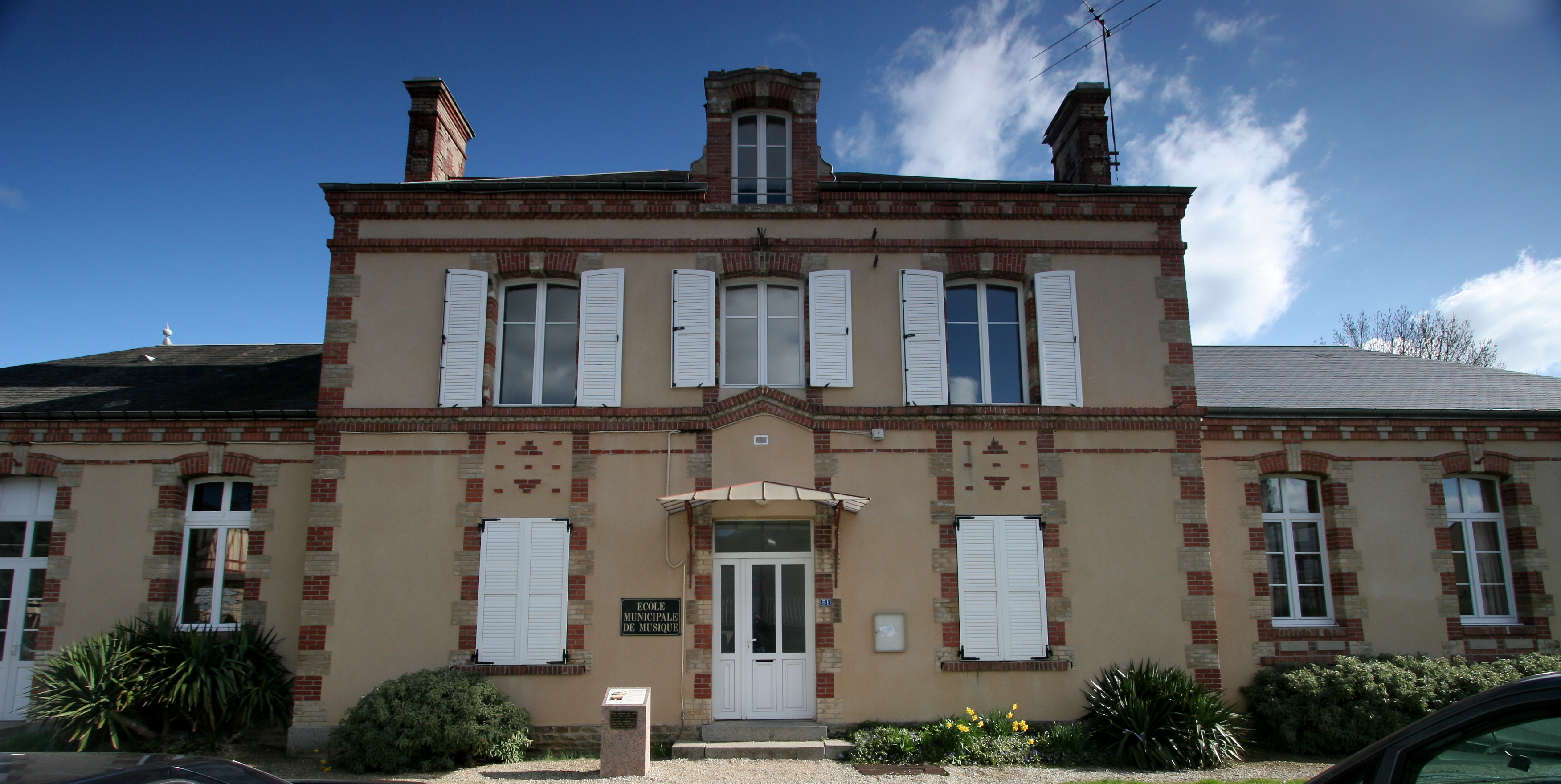
L'ancienne mairie, actuellement école de musique

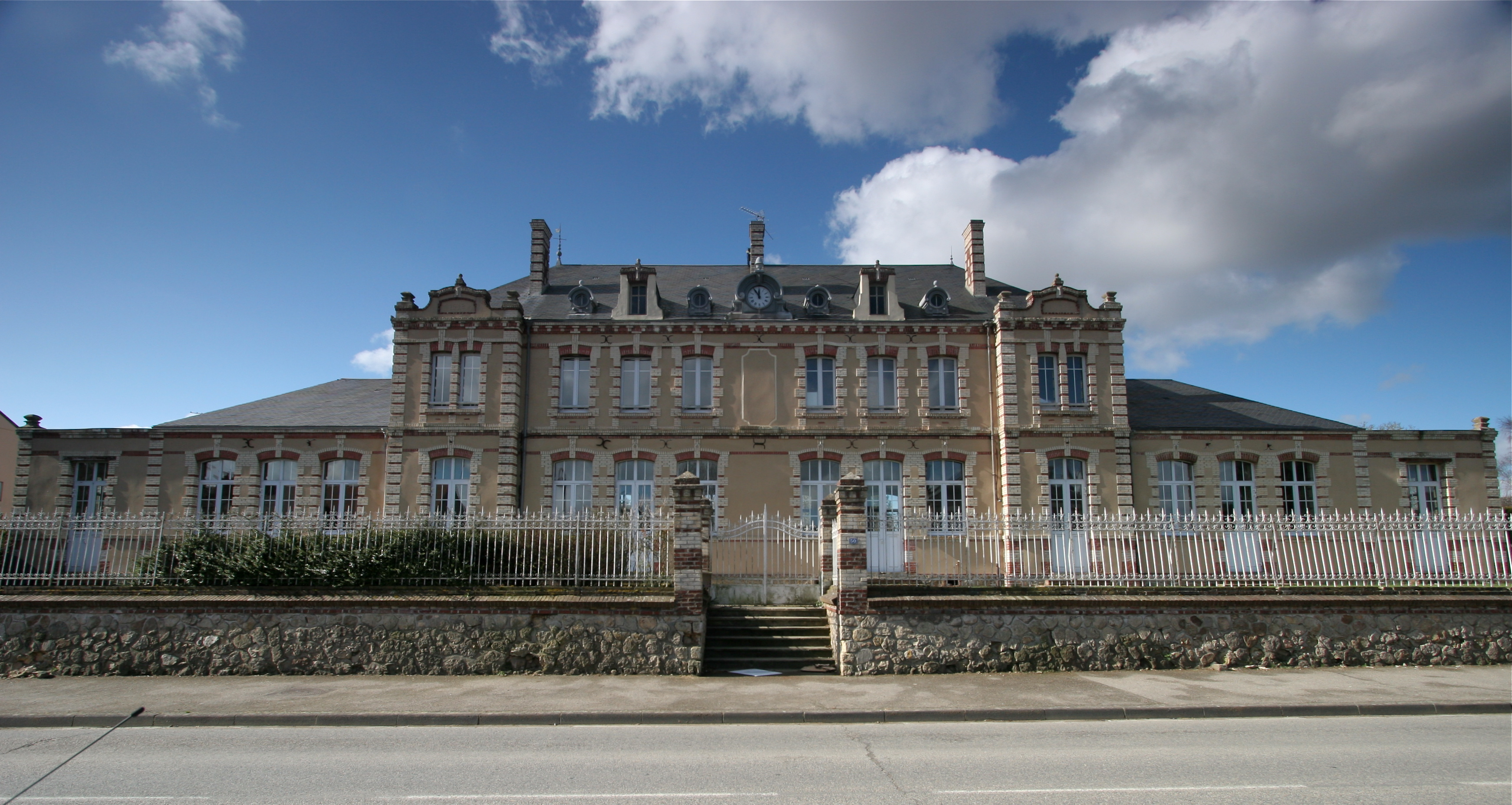
L'ancienne école des filles

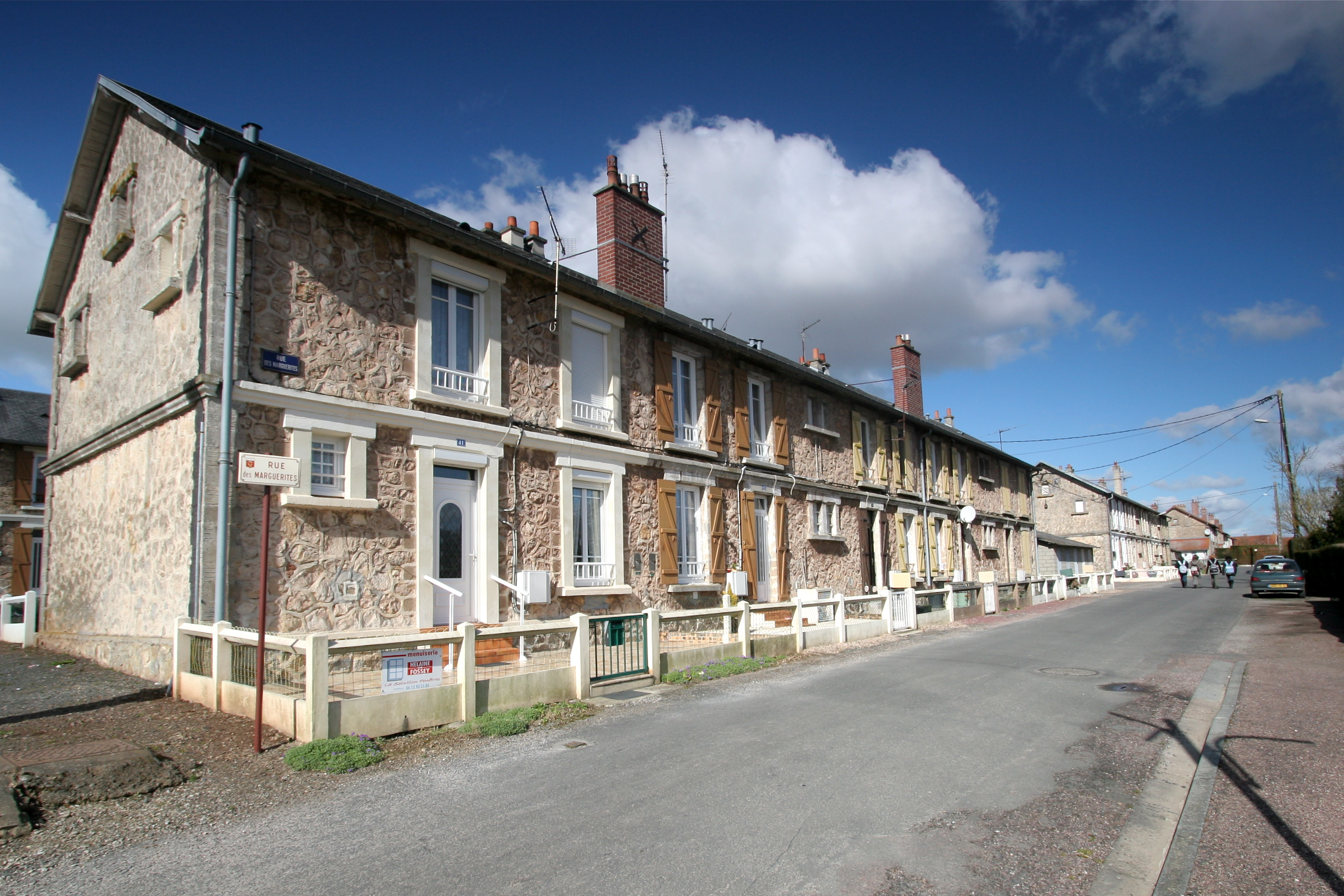
Rue de Potigny et ses maisons de mineurs

Potigny là một xã ở tỉnh Calvados, thuộc vùng Normandie ở tây bắc nước Pháp.

## Dân số
| Năm | 1896 | 1901 | 1906 | 1911 | 1921  | 1926  | 1931  | 1936  | 1946  | 1954  | 1962  | 1968  | 1975  | 1982  | 1990  | 1999  |
| --- | ---- | ---- | ---- | ---- | ----- | ----- | ----- | ----- | ----- | ----- | ----- | ----- | ----- | ----- | ----- | ----- |
| Dân số | 271  | 239  | 223  | 451  | 1 473 | 1 731 | 2 712 | 2 420 | 2 374 | 2 694 | 2 926 | 2 720 | 2 408 | 2 155 | 1 787 | 1 703 |
| From the year 1962 on: No double counting—residents of multiple communes (e.g. students and military personnel) are counted only once. |      |      |      |      |       |       |       |       |       |       |       |       |       |       |       |       |